# 北村徳太郎
北村 徳太郎（きたむら とくたろう、1886年5月9日 - 1968年11月15日）は日本の政治家、銀行家。

## 生涯

### 生い立ち
1886年5月9日、京都で生まれる。子供の頃から身体が弱く、ほとんど病床で過ごしたため、幼年時代の遊びは全く知らず、友だちと外で駆け回ったこともなかった。青年期も健康にはならなかった上に、二人の兄が早く死んだ。また一人の兄は16歳で亡くなったので、自分がその年頃になると、ますます死の恐れを感じ、この不安を何とか解決したいと思い悩んだ。生家は浄土真宗だったので、ただ阿弥陀如来に頼れば極楽浄土に往生すると教えられたが、信じることができなかったという。
読書するうちにトルストイの作品に出会い、感動し、聖書を読み始めるようになった。讃美歌も詩として読みふけり、人間の死を希望をもって謳いあげていることに驚き、救いを感じた。徐々に健康はよくなっていった。

### 会社員時代
1907年21歳で大阪の北浜銀行に入行。 当時の頭取は岩下清周であった。銀行の先輩山本節二郎に誘われて、日本キリスト北教会に通い出した。1909年、22歳で受洗した。ある時、大阪教会の宮川経輝が説教の中で、岩下を「大悪人大罪人」と罵ったため、それを聞いた徳太郎は説教後抗議に行った。風評でそのようにしゃべった宮川は慌てて失言を取り消した。
3年後、同じ教会に通う見立頌子（みたて しょうこ）と結婚した。北浜銀行で岩下の鞭撻を受けて昇進し8年間勤めたが、銀行は倒産した。1915年神戸の鈴木商店に入社した。金子直吉という大番頭に才能を見込まれた徳太郎は、29歳の時播磨造船所の三役につかされ、翌年支配人を任せられた。
播磨に暮らし始めてから、自分の家で、妻と妹と2、3人の信者とで家庭礼拝を毎日守った。のちには出席者が30人にも増えた。
1921年35歳の時、佐世保商業銀行の取締役に就任した。佐世保商業銀行は後に佐世保銀行を合併して親和銀行となり、徳太郎は頭取になった。

### 政治家時代
政治は嫌いであったが、使命と感じて戦争直後に立候補した。「政治は道義なり」と力説するのみだったが、1946年（昭和21年）の第22回衆議院議員総選挙で、修正資本主義を掲げて長崎県全県区より日本進歩党から出馬し初当選（翌年から選挙区は長崎2区）。1947年に片山内閣が成立すると、党を代表して、新憲法下第一回の国会で講演を行った。以後1960年（昭和35年）まで7回連続当選する。財政・経済通として片山内閣の運輸大臣、芦田内閣の大蔵大臣を務めた。1948年（昭和23年）大蔵大臣在任中、佐世保地区における隠退蔵物資事件で衆議院不当財産取引調査特別委員会に証人喚問された。
1949年（昭和24年）の衆院選後、吉田茂の民主自由党との連携を図る犬養健総裁ら「連立派」と袂を分かち、「野党派」として芦田均、苫米地義三、中曽根康弘、園田直、稲葉修、川崎秀二らと行動を共にする。以後国民民主党、改進党の結成に参加。
1948年（昭和23年）以降、日ソ東欧貿易協会会長を長く務め、また日中国交回復にも尽力するなど、対共産圏との関係改善・交流促進に努めた。またトルストイやアルベルト・シュヴァイツァーを敬愛する熱心なクリスチャンとしても知られ、東京神学大学、明治学院大学などの理事長を務めた。また世界連邦運動（世界連邦日本国会委員会第3代会長）にも取り組んだ。
1949年（昭和24年）9月、1950年（昭和25年）5月にスイスにわたり、道徳再武装運動（MRA）世界大会に出席する。1950年（昭和25年）10月20日、昭和天皇に最近の欧米事情に関する進講を行う
1955年（昭和30年）の保守合同で自由民主党に所属し、河野一郎派（春秋会）に客分として参加。1960年（昭和35年）の第29回衆議院議員総選挙で落選し、政界を引退した。

### 晩年
1965年（昭和40年）妻の頌子が他界した。1967年（昭和42年）秋、死が遠くないことを感じた徳太郎は、聖書を除いた三千冊の本を佐世保市に寄贈した。若い頃から読書が一番の楽しみであったので大きな決断だった。その時のことを「手塩にかけた娘を嫁入りさせるような、一抹の淋しさがこみあげてくる。しかし残さねばならなぬ本が一冊ある。それは聖書である。一書の人といわれた巨人のように、私は今後一書からあらためて、人生そのものを学びとりたいと願っている」と書いた。1968年（昭和43年）11月15日佐賀県嬉野温泉の凱風荘にて85歳で急逝した。凱風荘は難事を解決したお礼としてある人から贈られたものだったが、徳太郎はこれを親和銀行に寄付して職員の保養所にしていた。

## 略歴
- 1886年5月9日 京都市上京区にて出生。生家は浄土真宗を信仰していた。
- 1907年 大阪の北浜銀行入社。傍ら関西大学に通う。頭取岩下清周の薫陶を受け、貸付課長まで昇進した。
- 1909年 関西大学専門部卒業。また同年にキリスト教に入信する。
- 1915年 北浜銀行破綻後、鈴木商店系の播磨造船所（現・IHI）に入社、のち支配人に昇進する。支配人時代、快適な社宅の建設や、従業員の子女のために幼稚園を設置したり、音楽会を催すなど、福利厚生の向上に努めた。
- 1919年 同じ鈴木商店系の神戸製鋼所の主事となる。
- 1921年 同社佐世保出張所長。
- 1923年 佐世保商業銀行常務取締役に転進。
- 1931年 佐世保商業銀行頭取。
- 1937年 佐世保商業会議所会頭。
- 1939年 親和銀行設立に参画。副頭取に就任。
- 1943年 親和銀行頭取。
- 1946年 第22回衆議院議員総選挙に進歩党公認で立候補し初当選。
- 1947年 片山内閣運輸大臣。
- 1948年 芦田内閣大蔵大臣。就任に際し親和銀行頭取を辞し会長に退く。
- 1949年 民主党が「連立派」と「野党派」に分裂。
- 1950年 民主党野党派と国民協同党の合併により国民民主党結成。政調会長に就任。
- 1955年 国会議員団の団長としてソ連を訪問。
- 1952年 旧立憲民政党系の大麻唯男、堤康次郎、松村謙三らの新政クラブと合同し、改進党結成。
- 1960年 総選挙に落選。
- 1962年 「シュバイツァー日本友の会」会長。
- 1963年 第二次訪ソ日本経済使節団団長としてソ連を訪問。
- 1964年 訪中、周恩来と会談。
- 1965年 高千穂商科大学（現高千穂大学）理事に就任。
- 1966年 第1回日ソ経済合同委員会議長を務める。また佐世保市名誉市民章を受章（生前受章の邦人名誉市民としては同時受章の山口喜久一郎と並び初めて）。
- 1968年11月15日 死去。82歳。

## 同姓同名候補による選挙
1958年の衆院議員選挙長崎2区には、北村徳太郎（自民前、元大蔵相、71、佐世保市在住）と同姓同名の北村徳太郎（無所属新、会社役員、45、松浦市在住）が立候補。日本初の同姓同名候補による選挙戦となった。長崎県選挙管理委員会は、按分票による開票の混乱を避けるため、有権者に対し、両者の区別がつくような文言（「前大臣の」「佐世保の」「無所属の」「40代の」など）を投票用紙に記入するよう呼びかけた。当初、開票作業の混乱が予想されたが、得票数は前職･北村が5万6千票強の貫禄勝ち。新人の北村は4百票に満たない泡沫候補であった。

## エピソード
- 大蔵大臣時代の新人官僚に本名の平岡公威として大蔵省に在籍していた三島由紀夫がいる。前任者の栗栖赳夫の時に三島は大蔵省に入省した。
- 中曾根康弘は、「日本が第二次世界大戦後の混乱と困窮の最悪状態にあった時、神は二粒の麦の種を国会に与えた」と言った。その一人は、敗戦直後に成立した片山内閣の片山哲首相であり、もう一人は保守党の北村徳太郎で、この二人のクリスチャン政治家が「政治は道義なり」と、動乱期の国内情勢の中で粉骨砕身したことを評価した[1]。